# 卡拉斯王朝

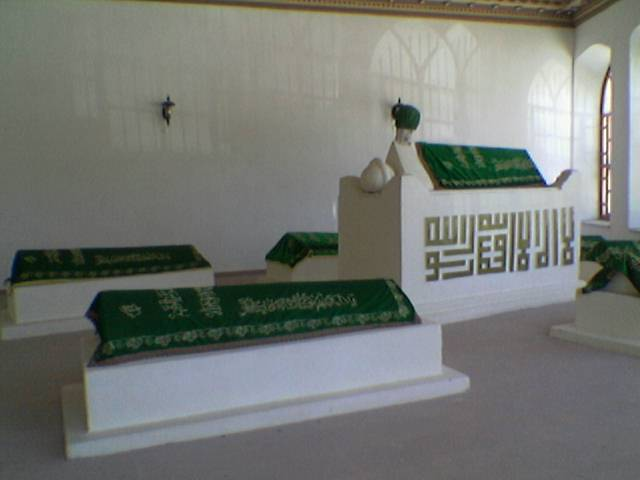
卡拉斯統治者的陵墓

卡拉斯王朝，亦稱卡拉斯侯國。是一個13世紀末成立於安納托利亞西部的侯國(位置是現在巴勒克埃西尔省和恰纳卡莱省)，由1297年生存至1360年。它是羅姆蘇丹國衰落後，由烏古斯人所建立的眾多安纳托利亚侯国之一。
該侯國也是愛琴海和達達尼爾海峽重要海上力量。
拜占廷人試圖煽動卡拉斯反對奧斯曼侯國，然而早期奧斯曼侯國並沒有與卡拉斯侯國直接衝突。卡拉斯侯國是奧斯曼候國第一個征服的小侯國，奧斯曼侯國日後逐步成為鄂圖曼帝國。對卡拉西的合併使得鄂圖曼人開始越過達達尼爾海峽征服魯米利亞的土地。